# 商品拜物教
在馬克思主義理論中，商品拜物教（英語：Commodity fetishism）是資本主義市場社會中的社會關係的一種意識形態，其中社會關係體現為一種基於商品或貨幣的客體關係，主要表现为劳动商品化和异化。「商品拜物教」一詞由馬克思在《資本論》第一卷（1867年）中首創。
馬克思之所以用拜物教一詞，可以解釋為對工業社會「理性」、「科學」心態的嘲諷。在馬克思的時代，這個詞主要是用來形容原始宗教。商品拜物教意謂著如此的原始信仰體系其實還留在現代社會的核心。依他的見解，商品拜物教是私有制在資本主義的社會關係中造成的幻影，它在資本主義社會的主流意識形態中佔據中心地位。

## 馬克思的論證
在《資本論》第一卷第一章「商品的拜物教性質及其秘密」中，馬克思如此闡述他的論點：
|  | 最初一看，商品好像是一种很简单很平凡的东西。对商品的分析表明，它却是一种很古怪的东西，充满形而上学的微妙和神学的怪诞。商品就它是使用价值来说，不论从它靠自己的属性来满足人的需要这个角度来考察，或者从它作为人类劳动的产品才具有这些属性这个角度来考察，都没有什么神秘的地方。很明显，人通过自己的活动按照对自己有用的方式来改变自然物质的形态。例如，用木头做桌子，木头的形状就改变了。可是桌子还是木头，还是一个普通的可以感觉的物。但是桌子一旦作为商品出现，就变成一个可感觉而又超感觉的物了。它不仅用它的脚站在地上，而且在对其他一切商品的关系上用头倒立着，从它的木脑袋里生出比它自动跳舞还奇怪得多的狂想。 可见，商品的神秘性质不是来源于商品的使用价值。同样，这种神秘性质也不是来源于价值规定的内容。因为，第一，不管有用劳动或生产活动怎样不同，它们都是人体的机能，而每一种这样的机能不管内容和形式如何，实质上都是人的脑、神经、肌肉、感官等等的耗费。这是一个生理学上的真理。第二，说到作为决定价值量的基础的东西，即这种耗费的持续时间或劳动量，那麼，劳动的量可以十分明显地同劳动的质区别开来。在一切社会状态下，人们对生产生活资料所耗费的劳动时间必然是关心的，虽然在不同的发展阶段上关心的程度不同。最后，一旦人们以某种方式彼此为对方劳动，他们的劳动也就取得社会的形式。 可是，劳动产品一采取商品形式就具有的谜一般的性质究竟是从哪里来的呢？显然是从这种形式本身来的。人类劳动的等同性，取得了劳动产品的等同的价值对象性这种物的形式；用劳动的持续时间来计量的人类劳动力的耗费，取得了劳动产品的价值量的形式；最后，劳动的那些社会规定借以实现的生产者的关系，取得了劳动产品的社会关系的形式。 可见，商品形式的奥秘不过在于：商品形式在人们面前把人们本身劳动的社会性质反映成劳动产品本身的物的性质，反映成这些物的天然的社会属性，从而把生产者同总劳动的社会关系反映成存在于生产者之外的物与物之间的社会关系。由于这种转换，劳动产品成了商品，成了可感觉而又超感觉的物或社会的物。正如一物在视神经中留下的光的印象，不是表现为视神经本身的主观兴奋，而是表现为眼睛外面的物的客观形式。但是在视觉活动中，光确实从一物射到另一物，即从外界对象射入眼睛。这是物理的物之间的物理关系。相反，商品形式和它借以得到表现的劳动产品的价值关系，是同劳动产品的物理性质以及由此产生的物的关系完全无关的。这只是人们自己的一定的社会关系，但它在人们面前采取了物与物的关系的虚幻形式。因此，要找一个比喻，我们就得逃到宗教世界的幻境中去。在那裡，人脑的产物表现为赋有生命的、彼此发生关系并同人发生关系的独立存在的东西。在商品世界裡，人手的产物也是这样。我把这叫做拜物教。劳动产品一旦作为商品来生产，就带上拜物教性质，因此拜物教是同商品生产分不开的。 商品世界的这种拜物教性质，象以上分析已经表明的，是来源于生产商品的劳动所特有的社会性质。 使用物品成为商品，只是因为它们是彼此独立进行的私人劳动的产品。这种私人劳动的总和形成社会总劳动。由于生产者只有通过交换他们的劳动产品才发生社会接触，因此，他们的私人劳动的特殊的社会性质也只有在这种交换中才表现出来。换句话说，私人劳动在事实上证实为社会总劳动的一部分，只是由于交换使劳动产品之间、从而使生产者之间发生了关系。因此，在生产者面前，他们的私人劳动的社会关系就表现为现在这个样子，就是说，不是表现为人们在自己劳动中的直接的社会关系，而是表现为人们之间的物的关系和物之间的社会关系。 |

換言之，由於市場在資本主義下的作用，社會關係體現為其中介，即商品。人及社會的力量體現為商品的力量。由於這種現象，社會上的種種關係，特別是剝削的關係都被遮蓋了。一如哲學家斯拉沃热·齐泽克指出的，商品拜物教是社會再生產過程中的一個具體單元，它不像其它信仰可以靠著批判的自覺來克服。馬克思在《資本論》採用的辦法是從商品的抽象面向──價值出發，一步步追蹤到現實的社會生產及生活形式，這種分析方法源自黑格爾。

## 後續發展
商品拜物教是許多學者關切的課題。佛洛伊德的性拜物教雖然與之無關，卻引發了對商品拜物教的其它詮釋，例如將之解釋為個人對商品的帶有性慾的關係。
喬治·盧卡奇基於他的《歷史與階級意識》與馬克思的概念，發展了他自己的物化理論，並視之為階級意識的關鍵阻礙。盧卡奇的著作對後來的哲學家如居伊·德博及布希亞等頗具影響。德博提出「景觀」的概念：景觀在人與人之間造成的關係一如影像，反之亦然。一旦文化生產的工具徹底商品化並進入流通，社會便採取了景觀的形式，這可以被視為商品拜物教對主體之間的關係造成的扭曲。符號學家尚·布希亞以商品拜物教解釋「流通王國」（即消費者間）面對消費品的主觀感覺。布希亞特別關注廣告賦予對象的文化迷思，這鼓勵了消費者為了建構個人認同而購買商品。在《符號政治經濟學批判》中，布希亞建立了與馬克思商品理論平行的符號理論。

## 外部連結
- （英文）Capital, Chapter 1, Section 4 - The Fetishism of Commodities and the Secret Thereof（页面存档备份，存于）
- （简体中文）《资本论》第一卷，第一篇，第一章，第四部分、商品的拜物教性质及其秘密（页面存档备份，存于）
- （英文）All of Chapter One - Marx's logical presentation（页面存档备份，存于）
- （简体中文）《资本论》第一卷，第一篇，第一章全部内容 - 马克思的逻辑介绍（页面存档备份，存于）
- （英文）(Isaac Rubin's commentary on Marx)（页面存档备份，存于）
- （英文）"The Reality behind Commodity Fetishism"